# Enicospilus nigriventris
Enicospilus nigriventris är en stekelart som beskrevs av Nikam 1975. Enicospilus nigriventris ingår i släktet Enicospilus och familjen brokparasitsteklar. Inga underarter finns listade i Catalogue of Life.